# Isspah Butte
Isspah Butte är ett berg i Kanada.   Det ligger i provinsen British Columbia, i den centrala delen av landet, 3 900 km väster om huvudstaden Ottawa. Toppen på Isspah Butte är 1 673 meter över havet, eller 94 meter över den omgivande terrängen. Bredden vid basen är 1,7 km.
Terrängen runt Isspah Butte är huvudsakligen kuperad. Trakten runt Isspah Butte är nära nog obefolkad, med mindre än två invånare per kvadratkilometer.. Det finns inga samhällen i närheten.